# Tussenuur (radioprogramma)
Tussenuur was een Nederlands radioprogramma voor jongeren, dat in 1982 door de NCRV werd uitgezonden op Hilversum 3. Het werd gepresenteerd door Sjors Fröhlich, Nicole Smolders, Peter Plaisier en Alex Krijger. Zij maakten het programma met een redactie die volledig bestond uit jongeren (tien in totaal, geselecteerd uit een groep van meer dan vijfhonderd sollicitanten), die opgeleid waren tot journalist en door heel Nederland achter het nieuws aan werden gestuurd.